# Овсище (Великолуцький район)
Овсище (рос. Овсище) — присілок в Великолуцькому районі Псковської області Російської Федерації.
Населення становить 85 осіб. Входить до складу муніципального утворення Переслегинська волость.

## Історія
Від 2014 року входить до складу муніципального утворення Переслегинська волость.

## Населення
| 2001 | 2002 | 2010 |
| ---- | ---- | ---- |
| 151  | ↘137 | ↘85  |